# 台湾の活鰻
台湾の活鰻（たいわんのかつまん）とは、台湾における鰻の養殖事業のこと。主に日本向け輸出が多い事で知られている。

## 概要
台湾では1960年代から養鰻事業が本格的に取り組まれており、活鰻の輸出は台湾にとって外貨獲得の主力手段であった。現在は毎年5万トン、5億ドル程度を輸出しており、日本市場を主要な輸出先としている。

## 対日輸出状況
1992年は台湾鰻の対日輸出はピークであり、毎年6万トン、6億円程度が輸出されていた。しかしながら、近年は安価な中国産鰻が競争力を高めていることから台湾の対日輸出量は年々低下。また2003年には台湾鰻から残留薬物が検出された為、日本当局から検査実施命令を受け、安全性に対する信頼への疑念が提起された。